# Médhalsen
Médhalsen är ett bergspass i Antarktis. Det ligger i Östantarktis. Norge gör anspråk på området. Médhalsen ligger 1 966 meter över havet.
Terrängen runt Médhalsen är huvudsakligen kuperad, men den allra närmaste omgivningen är platt. Terrängen runt Médhalsen sluttar norrut. Trakten är obefolkad. Det finns inga samhällen i närheten. 